# 红旗街道 (鞍山市)
沙河镇，是中华人民共和国辽宁省鞍山市立山区下辖的一个乡镇级行政单位。

## 行政区划
沙河镇下辖以下地区：
灵山社区、红旗社区、陈家台社区、齐选社区、齐矿社区、齐欣社区、东沙河村、西沙河村、大红旗村、灵山村、羊草庄村、陈家台村、太平村和桃山村。